# Itambacuri (kommun)
Itambacuri är en kommun i Brasilien.   Den ligger i delstaten Minas Gerais, i den sydöstra delen av landet, 700 km öster om huvudstaden Brasília. Antalet invånare är 22 797.
Följande samhällen finns i Itambacuri:
- Itambacuri

Omgivningarna runt Itambacuri är huvudsakligen savann. Runt Itambacuri är det mycket glesbefolkat, med 5 invånare per kvadratkilometer.